# Elecciones parlamentarias de Chile de 1961
En las elecciones parlamentarias de 1961 se escogieron 147 diputados y se renovaron 25 de los 45 senadores.
El Frente de Acción Popular, compuesto de comunistas, socialistas, radicales doctrinarios y democráticos nacionales, entre otros elementos proletarios, logran 40 diputados y 9 senadores.
Hubo ciertos cambios distritales para la mejor distribución de la representatividad de los parlamentarios. La provincia de Ñuble que fue dividida en dos distritos ("Chillán, Bulnes y Yungay" y "San Carlos e Itata") y las provincias de Llanquihue y Aysén, que fueron combinadas en un solo distrito, a pesar de no ser colindantes. De esta forma se mantuvo los 147 escaños en la Cámara de Diputados de acuerdo a la distribución de la población según el Censo de 1960.
En conjunto con las elecciones de diputados y senadores, en 6 comunas se realizaron elecciones complementarias de regidores:
- Freirina, por fallecimiento de Alejo Rodríguez Pérez (PR).
- Chanco, por fallecimiento de Abdón Fuentealba Canales (PDC).[5]
- Florida, por fallecimiento de Juan José Cartes Montoya (PR).
- Quilleco, por fallecimiento de Osvaldo Ravanal Sánchez (PR).
- Palena, para llenar los 7 cupos de su concejo municipal.
- General Carrera, para llenar los 7 cupos de su concejo municipal.

Estas fueron las primeras elecciones parlamentarias en las que se empleaba la cédula única de votación. Para la elección de diputados las papeletas eran de color amarillo, mientras que para senadores eran de color azul, y para las elecciones extraordinarias de regidores en 6 comunas fueron de color blanco.

## Elección de laCámara de Diputados

### Resultados
Para la elección de diputados por decreto no se contemplaron pactos electorales. Los resultados por orden en la papeleta electoral son los siguientes:
| Lista                       | Pacto o partido              | Sigla                       | Votos     | %?      | Dip.? | %?      | ± D.? |
| --------------------------- | ---------------------------- | --------------------------- | --------- | ------- | ----- | ------- | ----- |
| A                           | Comandos Populares           | CP                          | 96        | 0,01 %  | 0     | 0,00 %  |       |
| B                           | Partido Demócrata Cristiano  | PDC                         | 213 468   | 15,93 % | 23    | 15,65 % | +4    |
| C                           | Partido Conservador Unido    | PCU                         | 198 260   | 14,80 % | 17    | 11,56 % | -4    |
| E                           | Partido Radical              | PR                          | 296 828   | 22,15 % | 39    | 26,53 % | +3    |
| F                           | Unión Nacional Laborista     | UNL                         | 3394      | 0,25 %  | 0     | 0,00 %  |       |
| G                           | Partido Comunista            | PCCh                        | 157 572   | 11,76 % | 16    | 10,88 % | +12   |
| H                           | Partido Demócrata            | PD                          | 772       | 0,06 %  | 0     | 0,00 %  |       |
| I                           | Partido Liberal              | PL                          | 222 485   | 16,60 % | 28    | 19,05 % | -2    |
| J                           | Partido Socialista           | PS                          | 149 122   | 11,13 % | 12    | 8,16 %  | +5    |
| K                           | Partido Democrático Nacional | PADENA                      | 95 179    | 7,10 %  | 12    | 8,16 %  |       |
| L                           | Independientes               | Ind                         | 2720      | 0,20 %  | 0     | 0,00 %  | -2    |
| Total de votos válidos      | Total de votos válidos       | Total de votos válidos      | 1 339 896 | 96,70 % |       |         |       |
| Votos nulos y en blanco     | Votos nulos y en blanco      | Votos nulos y en blanco     | 45 780    | 3,30 %  |       |         |       |
| Total de sufragios emitidos | Total de sufragios emitidos  | Total de sufragios emitidos | 1 385 676 | 100 %   |       |         |       |

El Frente de Acción Popular reunió en su totalidad 402 645 votos correspondientes al 30,05 % de los votos, con 40 diputados y un crecimiento de 19 escaños con respecto a la elección anterior.

### Listado de diputados 1961-1965
| Departamentos                                                       | N°  | Diputado                         | Partido |
| ------------------------------------------------------------------- | --- | -------------------------------- | ------- |
| Arica Pisagua Iquique                                               | 1   | Juan Segundo Checura Jeria       | PR      |
| Arica Pisagua Iquique                                               | 2   | Bernardino Guerra Cofré          | PL      |
| Arica Pisagua Iquique                                               | 3   | Luis Valente Rossi               | PCCh    |
| Arica Pisagua Iquique                                               | 4   | Pedro Nolasco Muga González      | PDC     |
| Tocopilla El Loa Antofagasta Taltal                                 | 5   | Víctor Galleguillos Clett        | PCCh    |
| Tocopilla El Loa Antofagasta Taltal                                 | 6   | Hugo Robles Robles               | PCCh    |
| Tocopilla El Loa Antofagasta Taltal                                 | 7   | Eduardo Clavel Amión             | PR      |
| Tocopilla El Loa Antofagasta Taltal                                 | 8   | Ramón Augusto Silva Ulloa        | PS      |
| Tocopilla El Loa Antofagasta Taltal                                 | 9   | Hernán Brücher Encina            | PR      |
| Tocopilla El Loa Antofagasta Taltal                                 | 10  | Juan Bautista Argandoña Cortés   | PDC     |
| Tocopilla El Loa Antofagasta Taltal                                 | 11  | Domingo Cuadra Gazmuri           | PL      |
| Chañaral-Copiapó Freirina-Huasco                                    | 12  | Juan García Romero               | PCCh    |
| Chañaral-Copiapó Freirina-Huasco                                    | 13  | Manuel Magalhaes Medlings        | PR      |
| La Serena Elqui Coquimbo Ovalle Combarbalá                          | 14  | Renán Fuentealba Moena           | PDC     |
| La Serena Elqui Coquimbo Ovalle Combarbalá                          | 15  | Cipriano Pontigo Urrutia         | PCCh    |
| La Serena Elqui Coquimbo Ovalle Combarbalá                          | 16  | Hugo Zepeda Coll                 | PL      |
| La Serena Elqui Coquimbo Ovalle Combarbalá                          | 17  | Juan Peñafiel Illanes            | PL      |
| La Serena Elqui Coquimbo Ovalle Combarbalá                          | 18  | Julio Alberto Mercado Illanes    | PR      |
| La Serena Elqui Coquimbo Ovalle Combarbalá                          | 19  | Hugo Miranda Ramírez             | PR      |
| La Serena Elqui Coquimbo Ovalle Combarbalá                          | 20  | Luis Aguilera Báez               | PS      |
| Petorca San Felipe Los Andes                                        | 21  | Jorge Osorio Pardo               | PS      |
| Petorca San Felipe Los Andes                                        | 22  | Esteban Sainz Argomaniz          | PR      |
| Petorca San Felipe Los Andes                                        | 23  | Alfonso Ramírez de la Fuente     | PL      |
| Valparaíso Quillota Limache                                         | 24  | Graciela Lacoste Navarro         | PDC     |
| Valparaíso Quillota Limache                                         | 25  | Hugo Eugenio Ballesteros Reyes   | PDC     |
| Valparaíso Quillota Limache                                         | 26  | Volodia Teitelboim Volosky       | PCCh    |
| Valparaíso Quillota Limache                                         | 27  | Edmundo Eluchans Malherbe        | PCU     |
| Valparaíso Quillota Limache                                         | 28  | Alberto Decombe Edwards          | PCU     |
| Valparaíso Quillota Limache                                         | 29  | Rubén Hurtado O'Ryan             | PADENA  |
| Valparaíso Quillota Limache                                         | 30  | José Oyarzún Decouvieres         | PADENA  |
| Valparaíso Quillota Limache                                         | 31  | Guillermo Rivera Bustos          | PL      |
| Valparaíso Quillota Limache                                         | 32  | Rolando Rivas Fernández          | PR      |
| Valparaíso Quillota Limache                                         | 33  | Carlos Muñoz Horz                | PR      |
| Valparaíso Quillota Limache                                         | 34  | Jorge Aspée Rodríguez            | PR      |
| Valparaíso Quillota Limache                                         | 35  | Alonso Zumaeta Faune             | PS      |
| 1.er. Distrito Metropolitano: Santiago                              | 36  | Rafael Agustín Gumucio Vives     | PDC     |
| 1.er. Distrito Metropolitano: Santiago                              | 37  | José Musalem Saffie              | PDC     |
| 1.er. Distrito Metropolitano: Santiago                              | 38  | Mario Hamuy Berr                 | PDC     |
| 1.er. Distrito Metropolitano: Santiago                              | 39  | Luis Pareto González             | PADENA  |
| 1.er. Distrito Metropolitano: Santiago                              | 40  | Julio Subercaseaux Barros        | PCU     |
| 1.er. Distrito Metropolitano: Santiago                              | 41  | Humberto Pinto Díaz              | PCU     |
| 1.er. Distrito Metropolitano: Santiago                              | 42  | Jorge Iván Hübner Gallo          | PCU     |
| 1.er. Distrito Metropolitano: Santiago                              | 43  | Hugo Rosende Subiabre            | PCU     |
| 1.er. Distrito Metropolitano: Santiago                              | 44  | César Godoy Urrutia              | PCCh    |
| 1.er. Distrito Metropolitano: Santiago                              | 45  | Bernardo Araya Zuleta            | PCCh    |
| 1.er. Distrito Metropolitano: Santiago                              | 46  | José Luis Cademartori Invernizzi | PCCh    |
| 1.er. Distrito Metropolitano: Santiago                              | 47  | Enrique Edwards Orrego           | PL      |
| 1.er. Distrito Metropolitano: Santiago                              | 48  | Gregorio Eguiguren Amunátegui    | PL      |
| 1.er. Distrito Metropolitano: Santiago                              | 49  | Juan Emeterio Martínez Camps     | PR      |
| 1.er. Distrito Metropolitano: Santiago                              | 50  | Jacobo Schaulsohn Numhauser      | PR      |
| 1.er. Distrito Metropolitano: Santiago                              | 51  | Ana Eugenia Ugalde Arias         | PR      |
| 1.er. Distrito Metropolitano: Santiago                              | 52  | Carlos Morales Abarzúa           | PR      |
| 1.er. Distrito Metropolitano: Santiago                              | 53  | Clodomiro Almeyda Medina         | PS      |
| 2.º. Distrito Metropolitano: Talagante                              | 54  | Alfredo Macario Lorca Valencia   | PDC     |
| 2.º. Distrito Metropolitano: Talagante                              | 55  | José Manuel Tagle Valdés         | PCU     |
| 2.º. Distrito Metropolitano: Talagante                              | 56  | Julieta Campusano Chávez         | PCCh    |
| 2.º. Distrito Metropolitano: Talagante                              | 57  | Héctor Leonidas Lehuedé Alvarado | PL      |
| 2.º. Distrito Metropolitano: Talagante                              | 58  | Florencio Galleguillos Vera      | PR      |
| 3.er. Distrito Metropolitano: Puente Alto                           | 59  | Tomás Reyes Vicuña               | PDC     |
| 3.er. Distrito Metropolitano: Puente Alto                           | 60  | Ismael Pereira Lyon              | PCU     |
| 3.er. Distrito Metropolitano: Puente Alto                           | 61  | José Orlando Millas Correa       | PCCh    |
| 3.er. Distrito Metropolitano: Puente Alto                           | 62  | Gustavo Alessandri Valdés        | PL      |
| 3.er. Distrito Metropolitano: Puente Alto                           | 63  | Hernán Leigh Guzmán              | PR      |
| Melipilla San Bernardo San Antonio Maipo                            | 64  | Pedro Nolasco Videla Riquelme    | PDC     |
| Melipilla San Bernardo San Antonio Maipo                            | 65  | Rafael de la Presa Casanueva     | PADENA  |
| Melipilla San Bernardo San Antonio Maipo                            | 66  | Luis Valdés Larraín              | PCU     |
| Melipilla San Bernardo San Antonio Maipo                            | 67  | Juan Acevedo Pavez               | PCCh    |
| Melipilla San Bernardo San Antonio Maipo                            | 68  | Jaime Bulnes Sanfuentes          | PL      |
| Rancagua Cachapoal Caupolicán San Vicente                           | 69  | Esteban Leyton Soto              | PADENA  |
| Rancagua Cachapoal Caupolicán San Vicente                           | 70  | Salvador Correa Larraín          | PCU     |
| Rancagua Cachapoal Caupolicán San Vicente                           | 71  | Iván Urzúa Ahumada               | PL      |
| Rancagua Cachapoal Caupolicán San Vicente                           | 72  | Juan Atala González              | PR      |
| Rancagua Cachapoal Caupolicán San Vicente                           | 73  | Ricardo Valenzuela Sáez          | PDC     |
| Rancagua Cachapoal Caupolicán San Vicente                           | 74  | Carlos Rosales Gutiérrez         | PCCh    |
| San Fernando Colchagua Santa Cruz                                   | 75  | Fernando Maturana Erbetta        | PL      |
| San Fernando Colchagua Santa Cruz                                   | 76  | Carlos José Errázuriz Eyzaguirre | PCU     |
| San Fernando Colchagua Santa Cruz                                   | 77  | Claudio Fernando Cancino Téllez  | PDC     |
| San Fernando Colchagua Santa Cruz                                   | 78  | Renato Gaona Acuña               | PR      |
| Curicó Mataquito                                                    | 79  | Raúl Gormaz Molina               | PDC     |
| Curicó Mataquito                                                    | 80  | Óscar Alfredo Naranjo Jara       | PS      |
| Curicó Mataquito                                                    | 81  | Raúl Juliet Gómez                | PR      |
| Talca Curepto Lontué                                                | 82  | René Lagos Rojo                  | PR      |
| Talca Curepto Lontué                                                | 83  | Sergio Diez Urzúa                | PCU     |
| Talca Curepto Lontué                                                | 84  | Guillermo Donoso Vergara         | PL      |
| Talca Curepto Lontué                                                | 85  | José Foncea Aedo                 | PADENA  |
| Talca Curepto Lontué                                                | 86  | Jorge Aravena Carrasco           | PADENA  |
| Constitución Cauquenes Chanco                                       | 87  | Humberto Del Río Gundián         | PL      |
| Constitución Cauquenes Chanco                                       | 88  | Patricio Hurtado Pereira         | PDC     |
| Constitución Cauquenes Chanco                                       | 89  | Luis Minchel Balladares          | PADENA  |
| Linares Parral Loncomilla                                           | 90  | Mario Francisco Dueñas Avaria    | PS      |
| Linares Parral Loncomilla                                           | 91  | Ignacio Urrutia de la Sotta      | PL      |
| Linares Parral Loncomilla                                           | 92  | Joaquín Morales Abarzúa          | PR      |
| Linares Parral Loncomilla                                           | 93  | Ana Rodríguez de Lobos           | PDC     |
| Itata San Carlos                                                    | 94  | Jovino Parada Quintana           | PL      |
| Itata San Carlos                                                    | 95  | Carlos Cerda Aguilera            | PDC     |
| Itata San Carlos                                                    | 96  | Carlos Montané Castro            | PR      |
| Chillán Bulnes Yungay                                               | 97  | Juan Luis Urrutia Prieto         | PL      |
| Chillán Bulnes Yungay                                               | 98  | José Luis Martin Mardones        | PDC     |
| Chillán Bulnes Yungay                                               | 99  | Osvaldo Basso Carvajal           | PR      |
| Chillán Bulnes Yungay                                               | 100 | Carlos González Utreras          | PR      |
| Chillán Bulnes Yungay                                               | 101 | Víctor Flores Castelli           | PR      |
| Tomé Concepción Talcahuano Yumbel                                   | 102 | Alberto Jerez Horta              | PDC     |
| Tomé Concepción Talcahuano Yumbel                                   | 103 | Luzberto Pantoja Rubilar         | PADENA  |
| Tomé Concepción Talcahuano Yumbel                                   | 104 | Rufo Ruiz-Esquide Espinoza       | PCU     |
| Tomé Concepción Talcahuano Yumbel                                   | 105 | Jorge Montes Moraga              | PCCh    |
| Tomé Concepción Talcahuano Yumbel                                   | 106 | Galvarino Melo Paéz              | PCCh    |
| Tomé Concepción Talcahuano Yumbel                                   | 107 | Duberildo Jaque Araneda          | PR      |
| Tomé Concepción Talcahuano Yumbel                                   | 108 | Mario Sáez Lagos                 | PR      |
| Tomé Concepción Talcahuano Yumbel                                   | 109 | Emilio Molina Pincheira          | PR      |
| Tomé Concepción Talcahuano Yumbel                                   | 110 | Albino Barra Villalobos          | PS      |
| Arauco Lebu-Cañete                                                  | 111 | Fermín Fierro Luengo             | PS      |
| Arauco Lebu-Cañete                                                  | 112 | Santos Leoncio Medel Basualto    | PCCh    |
| La Laja Nacimiento Mulchén                                          | 113 | Manuel Bunster Carmona           | PL      |
| La Laja Nacimiento Mulchén                                          | 114 | Mario Sharpe Carte               | PR      |
| La Laja Nacimiento Mulchén                                          | 115 | Manuel Rioseco Vásquez           | PR      |
| La Laja Nacimiento Mulchén                                          | 116 | Pedro Stark Troncoso             | PDC     |
| Collipulli Angol Traiguén Victoria Curacautín                       | 117 | Carlos Sívori Alzérreca          | PDC     |
| Collipulli Angol Traiguén Victoria Curacautín                       | 118 | Miguel Huerta Muñoz              | PL      |
| Collipulli Angol Traiguén Victoria Curacautín                       | 119 | Patricio Phillips Peñafiel       | PL      |
| Collipulli Angol Traiguén Victoria Curacautín                       | 120 | Gabriel de la Fuente Cortés      | PL      |
| Collipulli Angol Traiguén Victoria Curacautín                       | 121 | Juan Widmer Ewertz               | PCU     |
| Collipulli Angol Traiguén Victoria Curacautín                       | 122 | Julio Sepúlveda Rondanelli       | PR      |
| Lautaro Temuco Imperial Villarrica                                  | 123 | Constantino Suárez González      | PDC     |
| Lautaro Temuco Imperial Villarrica                                  | 124 | Juan Tuma Masso                  | PADENA  |
| Lautaro Temuco Imperial Villarrica                                  | 125 | Víctor González Maertens         | PADENA  |
| Lautaro Temuco Imperial Villarrica                                  | 126 | Jorge Lavandero Illanes          | PADENA  |
| Lautaro Temuco Imperial Villarrica                                  | 127 | Gustavo Loyola Vásquez           | PCU     |
| Lautaro Temuco Imperial Villarrica                                  | 128 | Fritz Hillmann Suárez            | PL      |
| Lautaro Temuco Imperial Villarrica                                  | 129 | Hardy Óscar Momberg Roa          | PL      |
| Lautaro Temuco Imperial Villarrica                                  | 130 | Samuel Fuentes Andrades          | PR      |
| Lautaro Temuco Imperial Villarrica                                  | 131 | Armando Holzapfel Álvarez        | PR      |
| Lautaro Temuco Imperial Villarrica                                  | 132 | Salvador Monroy Pinto            | PS      |
| Valdivia Panguipulli La Unión Río Bueno                             | 133 | Gastón de Bove Olave             | PR      |
| Valdivia Panguipulli La Unión Río Bueno                             | 134 | Luis Papic Ramos                 | PDC     |
| Valdivia Panguipulli La Unión Río Bueno                             | 135 | Inés Leonor Enríquez Frödden     | PR      |
| Valdivia Panguipulli La Unión Río Bueno                             | 136 | Carlos Altamirano Orrego         | PS      |
| Valdivia Panguipulli La Unión Río Bueno                             | 137 | Nicanor Allende Urrutia          | PL      |
| Osorno Río Negro                                                    | 138 | Carlos Follert Fleidl            | PL      |
| Osorno Río Negro                                                    | 139 | Américo Acuña Rosas              | PR      |
| Osorno Río Negro                                                    | 140 | Rigoberto Cossio Godoy           | PS      |
| Llanquihue-Puerto Varas Maullín-Calbuco Aysén-Coyhaique Chile Chico | 141 | Raúl Irarrázaval Lecaros         | PCU     |
| Llanquihue-Puerto Varas Maullín-Calbuco Aysén-Coyhaique Chile Chico | 142 | Federico Bucher Weibel           | PR      |
| Llanquihue-Puerto Varas Maullín-Calbuco Aysén-Coyhaique Chile Chico | 143 | Evaldo Klein Doener              | PL      |
| Ancud Castro Quinchao-Palena                                        | 144 | Ignacio Prado Benítez            | PL      |
| Ancud Castro Quinchao-Palena                                        | 145 | Fernando Ochagavía Valdés        | PCU     |
| Ancud Castro Quinchao-Palena                                        | 146 | Raúl Morales Adriasola           | PR      |
| Magallanes                                                          | 147 | Jorge Cvitanic Simunovich        | PR      |

#### Presidentes de la Cámara de Diputados
| Inicio                  | Término                 | Presidente | Presidente                  | Partido | Partido |
| ----------------------- | ----------------------- | ---------- | --------------------------- | ------- | ------- |
| 15 de mayo de 1961      | 18 de diciembre de 1962 |            | Jacobo Schaulsohn Numhauser |         | PR      |
| 18 de diciembre de 1962 | 12 de mayo de 1964      |            | Hugo Miranda Ramírez        |         | PR      |
| 12 de mayo de 1964      | 15 de mayo de 1965      |            | Raúl Morales Adriasola      |         | PR      |

## Elección delSenado

### Resultados
Por disposición legal los pactos electorales se podían presentar sólo en la elección de senadores. En esta ocasión se inscribieron 2 pactos: uno compuesto por los partidos Liberal, Conservador y Demócrata, declarado el 4 de noviembre de 1960, y otro conformado por los partidos del Frente de Acción Popular, presentado el 5 de noviembre. Los resultados fueron los siguientes:
| Lista                  | Pacto o partido                     | Sigla                  | Votos   | %?      | Sen.? | %?      | ± S.? |
| ---------------------- | ----------------------------------- | ---------------------- | ------- | ------- | ----- | ------- | ----- |
| D-G-J-K                | Frente de Acción Popular            | FRAP                   | 192 460 | 31,39 % | 9     | 36,00 % |       |
| J                      | Partido Socialista                  | PS                     | 83 279  | 13,58 % | 4     | 16,00 % | +3    |
| G                      | Partido Comunista                   | PCCh                   | 74 838  | 12,21 % | 4     | 16,00 % |       |
| D                      | Vanguardia Nacional del Pueblo      | VNP                    | 17 299  | 2,82 %  | 1     | 4,00 %  |       |
| K                      | Partido Democrático Nacional        | PADENA                 | 17 044  | 2,78 %  | 0     | 0,00 %  |       |
| C-H-I                  | Pacto Liberal-Conservador-Demócrata | PLCD                   | 185 051 | 30,19 % | 7     | 28,00 % |       |
| I                      | Partido Liberal                     | PL                     | 103 517 | 16,89 % | 5     | 20,00 % | -1    |
| C                      | Partido Conservador Unido           | PCU                    | 78 959  | 12,88 % | 2     | 8,00 %  |       |
| H                      | Partido Demócrata                   | PD                     | 2575    | 0,42 %  | 0     | 0,00 %  |       |
| E                      | Partido Radical                     | PR                     | 145 681 | 23,76 % | 7     | 28,00 % | +3    |
| B                      | Partido Demócrata Cristiano         | PDC                    | 89 853  | 14,66 % | 2     | 8,00 %  |       |
| Total de votos válidos | Total de votos válidos              | Total de votos válidos | 613 045 | 100 %   |       |         |       |

### Listado de senadores 1961-1965
Las agrupaciones provinciales que escogían senadores en esta elección para el período 1961-1969 fueron: Tarapacá y Antofagasta; Aconcagua y Valparaíso; O'Higgins y Colchagua; Ñuble, Concepción y Arauco y la agrupación de Valdivia, Llanquihue, Chiloé, Aysén  y Magallanes
En el cuadro de distribución se encuentran marcados en celdas oscuras y negrilla aquellos escaños que se eligieron en esta elección.  Aquellas provincias que se encuentran de color celesteLas provincias restantes en el listado que a continuación se entrega, corresponden a los senadores del período 1957-1965.
| Provincias                                  | N° | Senador                       | Partido |
| ------------------------------------------- | -- | ----------------------------- | ------- |
| Tarapacá Antofagasta                        | 1  | Fernando Alessandri Rodríguez | PL      |
| Tarapacá Antofagasta                        | 2  | Raúl Galvarino Ampuerto Díaz  | PS      |
| Tarapacá Antofagasta                        | 3  | Jonás Gómez Gallo             | PR      |
| Tarapacá Antofagasta                        | 4  | Juan Luis Maurás Novella      | PR      |
| Tarapacá Antofagasta                        | 5  | Víctor Contreras Tapia        | PCCh    |
| Atacama Coquimbo                            | 6  | Humberto Álvarez Suárez       | PR      |
| Atacama Coquimbo                            | 7  | Isauro Torres Cereceda        | PR      |
| Atacama Coquimbo                            | 8  | Hernán Videla Lira            | PL      |
| Atacama Coquimbo                            | 9  | Hugo Zepeda Barrios           | PL      |
| Atacama Coquimbo                            | 10 | Alejandro Chelén Rojas        | PS      |
| Aconcagua Valparaíso                        | 11 | Luis Bossay Leiva             | PR      |
| Aconcagua Valparaíso                        | 12 | Pedro Ibáñez Ojeda            | PL      |
| Aconcagua Valparaíso                        | 13 | Salvador Allende Gossens      | PS      |
| Aconcagua Valparaíso                        | 14 | Radomiro Tomic Romero         | PDC     |
| Aconcagua Valparaíso                        | 15 | Jaime Barros Pérez Cotapos    | PCCh    |
| Santiago                                    | 16 | Francisco Wachholtz Araya     | PR      |
| Santiago                                    | 17 | Eduardo Frei Montalva         | PDC     |
| Santiago                                    | 18 | Ángel Faivovich Hitzcovich    | PR      |
| Santiago                                    | 19 | Luis Alberto Quinteros Tricot | PS      |
| Santiago                                    | 20 | Bernardo Larraín Vial         | PCU     |
| O'Higgins Colchagua                         | 21 | Armando Jaramillo Lyon        | PL      |
| O'Higgins Colchagua                         | 22 | Francisco Bulnes Sanfuentes   | PCU     |
| O'Higgins Colchagua                         | 23 | Hermes Ahumada Pacheco        | PR      |
| O'Higgins Colchagua                         | 24 | Baltazar Castro Palma         | VNP     |
| O'Higgins Colchagua                         | 25 | Salomón Corbalán González     | PS      |
| Curicó Talca Linares Maule                  | 26 | Ulises Correa Correa          | PR      |
| Curicó Talca Linares Maule                  | 27 | Eduardo Alessandri Rodríguez  | PL      |
| Curicó Talca Linares Maule                  | 28 | Carlos Vial Espantoso         | PCU     |
| Curicó Talca Linares Maule                  | 29 | Luis Felipe Letelier Icaza    | PCU     |
| Curicó Talca Linares Maule                  | 30 | Rafael Tarud Siwady           | Ind     |
| Ñuble Concepción Arauco                     | 31 | Luis Corvalán Lepe            | PCCh    |
| Ñuble Concepción Arauco                     | 32 | Tomás Pablo Elorza            | PDC     |
| Ñuble Concepción Arauco                     | 33 | Humberto Enríquez Frödden     | PR      |
| Ñuble Concepción Arauco                     | 34 | Humberto Aguirre Doolan       | PR      |
| Ñuble Concepción Arauco                     | 35 | Enrique Curti Cannobio        | PCU     |
| Biobío Malleco Cautín                       | 36 | Julián Abel Echavarrí Elorza  | PDC     |
| Biobío Malleco Cautín                       | 37 | Julio Durán Neumann           | PR      |
| Biobío Malleco Cautín                       | 38 | Gregorio Amunátegui Jordán    | PL      |
| Biobío Malleco Cautín                       | 39 | Edgardo Barrueto Reeves       | PADENA  |
| Biobío Malleco Cautín                       | 40 | Galvarino Palacios González   | PS      |
| Valdivia Llanquihue Chiloé Aysén Magallanes | 41 | Sergio Sepúlveda Garcés       | PL      |
| Valdivia Llanquihue Chiloé Aysén Magallanes | 42 | Julio von Mühlenbrock Lira    | PL      |
| Valdivia Llanquihue Chiloé Aysén Magallanes | 43 | Carlos Contreras Labarca      | PCCh    |
| Valdivia Llanquihue Chiloé Aysén Magallanes | 44 | Exequiel González Madariaga   | PR      |
| Valdivia Llanquihue Chiloé Aysén Magallanes | 45 | Aniceto Rodríguez Arenas      | PS      |

#### Presidentes del Senado
| Inicio                | Término               | Presidente | Presidente          | Partido | Partido |
| --------------------- | --------------------- | ---------- | ------------------- | ------- | ------- |
| 15 de mayo de 1961    | 10 de octubre de 1962 |            | Hernán Videla Lira  |         | PL      |
| 10 de octubre de 1962 | 15 de mayo de 1965    |            | Hugo Zepeda Barrios |         | PL      |